# Močile, Črnomelj
Močile este o localitate din comuna Črnomelj, Slovenia, cu o populație de 16 locuitori.